# Gunwi
Gunwi (kor.: 군위군, Gunwi-gun) ist der nördlichste Stadtteil von Daegu in Südkorea. Der Verwaltungssitz befindet sich in der Stadt Gunwi-eup. Der Stadtteil hat eine Fläche von 614 km² und eine Bevölkerung von 23.340 Einwohnern (Stand:  31. Dezember 2022). Der Kreis befindet sich nördlich der Kernstadt Daegu.
Bis zum 1. Juli 2023 gehört Gunwi als Landkreis zur Provinz Gyeongsangbuk-do und wechselte dann zu Daegu.